# Kayoko Kishimoto
Pour les articles homonymes, voir Kishimoto.
Kayoko Kishimoto (岸本 加世子, Kishimoto Kayoko), née le 29 décembre 1960 à Shimada (Japon), est une actrice japonaise.

## Biographie
Kayoko Kishimoto a tourné dans plusieurs films de Takeshi Kitano, comme Hana-bi, L'Été de Kikujiro et Dolls. Elle a remporté le prix du meilleur second rôle lors du 23e Japan academy-prize pour son rôle dans L'Été de Kikujiro.

## Filmographie sélective
- 1981 : C'est dur d'être un homme : La Promesse (男はつらいよ 寅次郎紙風船, Otoko wa tsurai yo: Torajirō kamifūsen?) de Yōji Yamada : Aiko Odashima
- 1997 : Hana-bi (花火?) de Takeshi Kitano
- 1999 : L'Été de Kikujiro (菊次郎の夏, Kikujiro no natsu?) de Takeshi Kitano
- 2002 : Dolls (ドールズ, Dōruzu?) de Takeshi Kitano
- 2005 : Takeshis' (タケシズ, Takeshizu?) de Takeshi Kitano
- 2007 : Glory to the Filmmaker! (監督・ばんざい!, Kantoku Banzai!?) de Takeshi Kitano